# Паридол
Паридол (словен. Paridol) — поселення в общині Шентюр, Савинський регіон, Словенія. 
Висота над рівнем моря: 441,4 м.